# 孔图尔西泰尔梅
孔图尔西泰尔梅（義大利語：Contursi Terme），是意大利萨莱诺省的一个市镇。总面积28.9平方公里，人口3353人，人口密度116.0人/平方公里（2009年）。ISTAT代码为065046。